# San Jerónimo (San Luis)
San Jerónimo es una localidad del Departamento Juan Martín de Pueyrredón, provincia de San Luis, Argentina que se encuentra unos 27 km al noroeste de la ciudad de San Luis, a través de la Ruta Nacional 147.

## Turismo
Las aguas termales que se extraen desde 450 metros de profundidad son su principal atractivo turístico.

## Población
Contó con 330 habitantes (Indec, 2010), lo que no representó cambio significativo frente a los 331 habitantes (Indec, 2001) del censo anterior.
Según el censo 2022 la población total de la Comisión municipal fue de 473 personas. En tanto, el número de viviendas registradas fue de 235.
| Gráfica de evolución demográfica de San Jerónimo entre 1947 y 2022 |
|                                                                    |
| Fuente: Censos nacionales del INDEC                                |